# Roa (Espagne)
Pour les articles homonymes, voir Roa.
Roa est une ville située dans le Nord de l’Espagne, comarca de Ribera del Duero, dans la Communauté autonome de Castille-et-León, province de Burgos. Cette localité est également vinicole, connue par ses caves de l’AOC Ribera del Duero.

## Culture et patrimoine
Les fêtes:
- La semaine Sainte
- Le second dimanche de mai et le 8 septembre : Le pèlerinage de la Vierge de la Vega

Les monuments de la ville:
- Eglise de San Estaben
- La chapelle de San Roque
- La porte San Roque

- La croix San Pelayo

## Liens
- C.I.T. Ruta del Vino - Afluente Rural